# Persone di nome Félix
| Questa pagina contiene informazioni ricavate automaticamente dalle voci biografiche con l'ausilio del template Bio e di un bot. L'aggiornamento è periodico e automatico e ricostruisce completamente la pagina. Se manca una persona in questa lista, sei pregato di non aggiungerla, ma accertati piuttosto che la sua voce biografica contenga il template Bio e che i dati anagrafici siano correttamente compilati. Se il template Bio manca, inseriscilo tu stesso o, in alternativa, metti l'avviso {{tmp\|Bio}} che ne segnala la mancanza. Se i dati riportati sono sbagliati, correggi direttamente la voce biografica; le modifiche saranno visibili in questa lista entro pochi giorni. Per chiarimenti vedi il progetto antroponimi. La lista contiene solo le 185 persone che sono citate nell'enciclopedia e per le quali è stato implementato correttamente il template Bio. Pagina aggiornata al 22 lug 2025. |

Questa è una lista di persone presenti nell'enciclopedia che hanno il nome Félix, suddivise per attività principale.

## Agenti segreti(1)
- Félix Rodríguez, agente segreto cubano (L'Avana, n. 1941)

## Allenatori di calcio(4)
- Félix Borja, allenatore di calcio e ex calciatore ecuadoriano (San Lorenzo, n. 1983)
- Félix Sarriugarte, allenatore di calcio e ex calciatore spagnolo (Durango, n. 1964)
- Félix Sánchez Bas, allenatore di calcio spagnolo (Barcellona, n. 1975)
- Félix Tagawa, allenatore di calcio e ex calciatore tahitiano (Tahiti, n. 1976)

## Allenatori di tennis(1)
- Félix Mantilla, allenatore di tennis e ex tennista spagnolo (Barcellona, n. 1974)

## Anatomisti(1)
- Félix Vicq d'Azyr, anatomista e medico francese (Valognes, n. 1748 - Parigi, † 1794)

## Architetti(2)
- Félix Arranz, architetto spagnolo (Logroño, n. 1961)
- Félix Candela, architetto spagnolo (Madrid, n. 1910 - Durham, † 1997)

## Arcivescovi cattolici(1)
- Félix Amat, arcivescovo cattolico, teologo e bibliotecario spagnolo (Sabadell, n. 1750 - Barcellona, † 1834)

## Artisti(1)
- Félix González-Torres, artista cubano (Guáimaro, n. 1957 - Miami, † 1996)

## Astronomi(2)
- Félix Chemla Lamèch, astronomo e meteorologo francese (Ariana, n. 1894 - † 1962)
- Félix Savary, astronomo e fisico francese (Parigi, n. 1797 - Estagel, † 1841)

## Attori(8)
- Félix Bossuet, attore francese (Parigi, n. 2005)
- Félix Dafauce, attore spagnolo (Madrid, n. 1896 - Castellón de la Plana, † 1990)
- Félix Fernández García, attore e doppiatore spagnolo (Oviedo, n. 1897 - Madrid, † 1966)
- Sancho Gracia, attore spagnolo (Madrid, n. 1936 - Madrid, † 2012)
- Félix Lefebvre, attore francese (Saint-Maurice, n. 1999)
- Félix Maritaud, attore cinematografico francese (Nevers, n. 1992)
- Félix Moati, attore francese (Parigi, n. 1990)
- Félix Gandéra, attore, commediografo e regista francese (Parigi, n. 1885 - Parigi, † 1957)

## Biologi(2)
- Félix António de Brito Capello, biologo e aracnologo portoghese (Viana do Castelo, n. 1828 - Lisbona, † 1879)
- Félix Édouard Guérin-Méneville, biologo e entomologo francese (Tolone, n. 1799 - Parigi, † 1874)

## Calciatori(47)
- Félix Assunção Antunes, calciatore portoghese (Barreiro, n. 1922 - Pretoria, † 1998)
- Félix Araujo, ex calciatore messicano (Guadalajara, n. 1983)
- Félix Balyu, calciatore belga (Bruges, n. 1891 - † 1971)
- Félix Bédouret, calciatore svizzero (Ginevra, n. 1898 - Ginevra, † 1955)
- Félix Antonio Benegas, ex calciatore paraguaiano (Paraguarí, n. 1930)
- Félix Benito, ex calciatore argentino (Buenos Aires, n. 1978)
- Félix Brillant, ex calciatore canadese (Brossard, n. 1980)
- Félix Brítez Román, ex calciatore paraguaiano (Asunción, n. 1967)
- Félix Cabano, calciatore argentino (Quilmes, n. 1896 - Quilmes, † 1949)
- Félix Correia, calciatore portoghese (Lisbona, n. 2001)
- Félix Crisanto, calciatore honduregno (Brus Laguna, n. 1990)
- Félix Cruz, ex calciatore messicano (n. 1961)
- Félix Demaría, calciatore argentino (Haedo, n. 1912)
- Félix Eboa Eboa, calciatore camerunese (Douala, n. 1997)
- Félix Dja Ettien, ex calciatore ivoriano (Abidjan, n. 1979)
- Félix Miéli Venerando, calciatore brasiliano (San Paolo, n. 1937 - San Paolo, † 2012)
- Félix Fernández, ex calciatore messicano (Città del Messico, n. 1967)
- Félix Golindano, ex calciatore venezuelano (Trujillano, n. 1969)
- Felix Guerra, calciatore cubano (n. 1989)
- Félix Guerreiro, ex calciatore portoghese (Lisbona, n. 1950)
- Félix Hernández, ex calciatore venezuelano (Caracas, n. 1972)
- Félix Huete, calciatore spagnolo (Carrión de Calatrava, n. 1914 - Madrid, † 2000)
- Félix Julien, calciatore francese (Corbeil-Essonnes, n. 1884 - Clermont-en-Argonne, † 1915)
- Félix Lacuesta, ex calciatore francese (Bayonne, n. 1958)
- Félix Lasso, calciatore ecuadoriano (Guayaquil, n. 1945 - Guayaquil, † 2016)
- Félix Lemaréchal, calciatore francese (Tours, n. 2003)
- Félix Mathaus, calciatore capoverdiano (Boa Vista, n. 1990)
- Félix Loustau, calciatore argentino (Avellaneda, n. 1922 - Avellaneda, † 2003)
- Félix Markaida, calciatore spagnolo (Loiu, n. 1931 - Sondika, † 2008)
- Félix Marrero, ex calciatore spagnolo (Las Palmas de Gran Canaria, n. 1955)
- Félix Micolta, calciatore colombiano (El Charco, n. 1989)
- Félix Muamba Musasa, ex calciatore congolese (Repubblica Democratica del Congo) (Lubumbashi, n. 1982)
- Asdrúbal Hernández, calciatore spagnolo (Las Palmas de Gran Canaria, n. 1991)
- Félix Pironti, calciatore francese (Marsiglia, n. 1921 - Marsiglia, † 1999)
- Félix de Pomés, calciatore, schermidore e attore spagnolo (Barcellona, n. 1890 - Barcellona, † 1969)
- Félix Pozo, calciatore francese (Sidi Bel Abbès, n. 1899 - † 1967)
- Félix Pérez Marcos, calciatore spagnolo (Madrid, n. 1901 - † 1983)
- Félix Quesada, calciatore spagnolo (Madrid, n. 1902 - † 1959)
- Félix Rodríguez, ex calciatore nicaraguense (Bluefields, n. 1984)
- Félix Ruiz, calciatore spagnolo (Olite, n. 1940 - Madrid, † 1993)
- Félix Salinas, calciatore peruviano (n. 1939 - † 2021)
- Félix Sesúmaga, calciatore spagnolo (Lejona, n. 1898 - Lejona, † 1925)
- Félix Torres Caicedo, calciatore ecuadoriano (San Lorenzo, n. 1997)
- Félix Torres, ex calciatore paraguaiano (Asunción, n. 1964)
- Félix Vera, ex calciatore boliviano (Cochabamba, n. 1961)
- Félix Welkenhuysen, calciatore belga (Saint-Gilles, n. 1908 - † 1980)
- Félix Zeledón, calciatore nicaraguense (Estelí, n. 1983)

## Cestisti(6)
- Félix Courtinard, ex cestista francese (Saint-Joseph, n. 1961)
- Félix Michel, ex cestista francese (Rouen, n. 1996)
- Félix Morales, ex cestista cubano (Matanzas, n. 1953)
- Félix Pérez, cestista portoricano (Guayama, n. 1971 - Guaynabo, † 2005)
- Félix Rivera, cestista portoricano (Carolina, n. 1961 - Bayamón, † 2021)
- Félix Roosemont, cestista belga (n. 1925)

## Ciclisti su strada(1)
- Félix Cárdenas, ex ciclista su strada colombiano (Encino, n. 1972)

## Ciclocrossisti(1)
- Félix Stehli, ciclocrossista e ciclista su strada svizzero (Bäretswil, n. 2000)

## Compositori(1)
- Alexandre Guilmant, compositore e organista francese (Boulogne-sur-Mer, n. 1837 - Meudon, † 1911)

## Danzatori(1)
- Félix Blaska, ballerino e coreografo polacco (Homel', n. 1941)

## Dirigenti sportivi(2)
- Ernest Callot, dirigente sportivo e traduttore francese (Parigi, n. 1840 - Parigi, † 1912)
- Félix García Casas, dirigente sportivo e ex ciclista su strada spagnolo (Madrid, n. 1968)

## Drammaturghi(1)
- Félix Galipaux, drammaturgo, romanziere e attore francese (Bordeaux, n. 1860 - Parigi, † 1931)

## Editori(1)
- Félix Alcan, editore francese (Metz, n. 1841 - Parigi, † 1925)

## Filosofi(1)
- Félix Varela, filosofo cubano (L'Avana, n. 1788 - Saint Augustine, † 1853)

## Fisici(2)
- Félix Billet, fisico francese (Fismes, n. 1808 - Digione, † 1882)
- Félix Savart, fisico e medico francese (Charleville-Mézières, n. 1791 - Parigi, † 1841)

## Generali(3)
- Félix Díaz, generale e politico messicano (Oaxaca de Juárez, n. 1868 - Veracruz, † 1945)
- Félix Charles Douay, generale francese (Parigi, n. 1816 - Parigi, † 1879)
- Félix Wielemans, generale belga (Gand, n. 1863 - Houtem, † 1917)

## Geografi(2)
- Félix Delamarche, geografo e ingegnere francese
- Félix de Azara, geografo, naturalista e ingegnere spagnolo (Barbuñales, n. 1742 - Barbuñales, † 1821)

## Ginecologi(1)
- Félix Legueu, ginecologo francese (Angers, n. 1863 - † 1939)

## Ginnasti(1)
- Félix Dolci, ginnasta canadese (Saint-Eustache, n. 2002)

## Giocatori di baseball(1)
- Félix Hernández, ex giocatore di baseball venezuelano (Valencia, n. 1986)

## Giornalisti(3)
- Felix De Roy, giornalista e astronomo belga (Anversa, n. 1883 - Anversa, † 1942)
- Félix Fénéon, giornalista francese (Torino, n. 1861 - Châtenay-Malabry, † 1944)
- Félix Lévitan, giornalista francese (Parigi, n. 1911 - Cannes, † 2007)

## Giuristi(1)
- Félix Paiva, giurista e politico paraguaiano (Caazapá, n. 1877 - Colonia del Sacramento, † 1965)

## Hockeisti su prato(1)
- Félix Denayer, hockeista su prato belga (n. 1990)

## Ingegneri(1)
- Félix Amiot, ingegnere francese (Cherbourg, n. 1894 - Suresnes, † 1974)

## Insegnanti(1)
- Félix San Vicente, docente, linguista e saggista spagnolo (Bañares, n. 1952)

## Islamisti(1)
- Félix María Pareja, islamista, arabista e bibliotecario spagnolo (Barcellona, n. 1890 - Alcalá de Henares, † 1983)

## Latinisti(1)
- Félix Gaffiot, latinista, lessicografo e pedagogista francese (Liesle, n. 1870 - Mouchard, † 1937)

## Maratoneti(1)
- Félix Carvajal, maratoneta cubano (San Antonio de los Baños, n. 1875 - L'Avana, † 1949)

## Matematici(2)
- Émile Borel, matematico e politico francese (Saint-Affrique, n. 1871 - Parigi, † 1956)
- Felix Pollaczek, matematico austriaco (Vienna, n. 1892 - Boulogne-Billancourt, † 1981)

## Medici(4)
- Félix Balzer, medico e patologo francese (n. 1849 - † 1929)
- Félix de Avelar Brotero, medico e botanico portoghese (Loures, n. 1744 - Lisbona, † 1828)
- Félix Hubert d'Hérelle, medico e batteriologo francese (Parigi, n. 1873 - Parigi, † 1949)
- Félix Hippolyte Larrey, medico e militare francese (Parigi, n. 1808 - Bièvres, † 1895)

## Militari(4)
- Félix Berenguer de Marquina, militare spagnolo (Alicante, n. 1733 - Alicante, † 1826)
- Félix María Calleja del Rey, militare spagnolo (Medina del Campo, n. 1753 - Valencia, † 1828)
- Félix Arenas Gaspar, ufficiale spagnolo (San Juan, n. 1891 - Tistutin, † 1921)
- Félix Mariano Paz, militare e politico argentino (San Miguel de Tucumán, n. 1859 - Buenos Aires, † 1904)

## Mineralogisti(1)
- Félix Pisani, mineralogista francese (Costantinopoli, n. 1831 - Parigi, † 1920)

## Missionari(1)
- Félix Rougier, missionario francese (Puy-de-Dôme, n. 1859 - Città del Messico, † 1938)

## Naturalisti(2)
- Félix Archimède Pouchet, naturalista francese (Rouen, n. 1800 - Rouen, † 1872)
- Félix Rodríguez de la Fuente, naturalista e giornalista spagnolo (Poza de la Sal, n. 1928 - † 1980)

## Organisti(1)
- Félix Danjou, organista e compositore francese (Parigi, n. 1812 - Montpellier, † 1866)

## Ostacolisti(1)
- Félix Sánchez, ex ostacolista e velocista dominicano (New York, n. 1977)

## Pallanuotisti(1)
- Félix Unden, pallanuotista lussemburghese (Lussemburgo, n. 1902 - † 1989)

## Pallavolisti(1)
- Félix Chapman, pallavolista cubano (San José de las Lajas, n. 1996)

## Pianisti(1)
- Félix Le Couppey, pianista e compositore francese (Parigi, n. 1811 - Parigi, † 1887)

## Pittori(12)
- Félix Auvray, pittore e scrittore francese (Cambrai, n. 1800 - Parigi, † 1833)
- Félix Boisselier, pittore francese (Provenchères-sur-Meuse, n. 1787 - Roma, † 1811)
- Félix Bracquemond, pittore francese (Parigi, n. 1833 - Sèvres, † 1914)
- Félix Brissot de Warville, pittore francese (Véron, n. 1818 - Versailles, † 1892)
- Félix Castello, pittore spagnolo (Madrid, n. 1595 - Madrid, † 1651)
- Félix De Vigne, pittore e archeologo belga (Gent, n. 1806 - Gent, † 1862)
- Félix Resurrección Hidalgo, pittore filippino (Binondo, n. 1855 - Barcellona, † 1913)
- Félix Labisse, pittore francese (Marchiennes, n. 1905 - Neuilly-sur-Seine, † 1982)
- Félix Cuadrado Lomas, pittore spagnolo (Valladolid, n. 1930 - Valladolid, † 2021)
- Tobeen, pittore francese (Bordeaux, n. 1880 - Saint-Valery-sur-Somme, † 1938)
- Félix Vallotton, pittore svizzero (Losanna, n. 1865 - Neuilly-sur-Seine, † 1925)
- Félix Ziem, pittore francese (Beaune, n. 1821 - Parigi, † 1911)

## Poeti(4)
- Félix Arnaudin, poeta, fotografo e etnografo francese (Labouheyre, n. 1844 - Labouheyre, † 1921)
- Félix Arvers, poeta e drammaturgo francese (Parigi, n. 1806 - Parigi, † 1850)
- Rubén Darío, poeta, giornalista e diplomatico nicaraguense (Metapa, n. 1867 - León, † 1916)
- Félix María Samaniego, poeta spagnolo (Laguardia, n. 1745 - Laguardia, † 1801)

## Politici(12)
- Félix Bolaños, politico spagnolo (Madrid, n. 1975)
- Félix Faure, politico francese (Parigi, n. 1841 - Parigi, † 1899)
- Félix Moloua, politico centrafricano
- Félix Gaillard, politico francese (Parigi, n. 1919 - Jersey, † 1970)
- Félix Gouin, politico francese (Peypin, n. 1884 - Nizza, † 1977)
- Félix Lambrecht, politico e imprenditore francese (Douai, n. 1819 - Versailles, † 1871)
- Félix Malloum, politico e generale ciadiano (Sarh, n. 1932 - Parigi, † 2009)
- Jules Méline, politico francese (Remiremont, n. 1838 - Parigi, † 1925)
- Félix de Mérode, politico belga (Maastricht, n. 1791 - Bruxelles, † 1857)
- Félix Pyat, politico, drammaturgo e giornalista francese (Vierzon, n. 1810 - Saint-Gratien, † 1889)
- Félix Tshisekedi, politico della Repubblica Democratica del Congo (Kinshasa, n. 1963)
- Félix María Zuloaga, politico e generale messicano (Álamos, n. 1813 - Città del Messico, † 1898)

## Presbiteri(2)
- Félix Morlion, presbitero belga (n. 1904 - † 1987)
- Félix Sardá y Salvany, presbitero e scrittore spagnolo (Sant Llorenç Savall, n. 1841 - Sabadell, † 1916)

## Principi(1)
- Félix di Lussemburgo, principe lussemburghese (Lussemburgo, n. 1984)

## Pugili(4)
- Manuel Félix Díaz, pugile dominicano (Santo Domingo, n. 1983)
- Félix Flores, pugile portoricano (Juana Díaz, n. 1976)
- Félix Savón, ex pugile cubano (San Vincente, n. 1967)
- Félix Trinidad, ex pugile portoricano (Fajardo, n. 1973)

## Registi(2)
- Félix Enríquez Alcalá, regista e produttore televisivo statunitense (Bakersfield, n. 1951)
- Félix Podmaniczky, regista ungherese (Budapest, n. 1914 - Monaco di Baviera, † 1990)

## Rugbisti a 15(1)
- Félix Lambey, rugbista a 15 francese (Lons-le-Saunier, n. 1994)

## Schermidori(4)
- Félix Debax, schermidore francese (Tolosa, n. 1864 - Saint-Maurice-sous-les-Côtes, † 1914)
- Félix Galimi, schermidore argentino (Buenos Aires, n. 1921 - Buenos Aires, † 2005)
- Félix Goblet d'Alviella, schermidore belga (Ixelles, n. 1884 - Bruxelles, † 1957)
- Félix Piñero, ex schermidore venezuelano (Caracas, n. 1945)

## Scrittori(4)
- Félix de Chazournes, scrittore francese (Lione, n. 1887 - † 1941)
- Lope de Vega, scrittore, poeta e drammaturgo spagnolo (Madrid, n. 1562 - Madrid, † 1635)
- Félix Luís Viera, scrittore e poeta cubano (Santa Clara, n. 1945)
- Félix de Azúa, scrittore spagnolo (Barcellona, n. 1944)

## Scultori(1)
- Félix Lecomte, scultore francese (Parigi, n. 1737 - Parigi, † 1817)

## Sindacalisti(1)
- Félix Houphouët-Boigny, sindacalista e politico ivoriano (Yamoussoukro, n. 1905 - Yamoussoukro, † 1993)

## Storici(2)
- Félix Benoit, storico francese (Lione, n. 1917 - † 1995)
- Félix Cary, storico e numismatico francese (Marsiglia, n. 1699 - Marsiglia, † 1754)

## Tennistavolisti(1)
- Félix Lebrun, tennistavolista francese (Montpellier, n. 2006)

## Tennisti(1)
- Félix Auger-Aliassime, tennista canadese (Montréal, n. 2000)

## Velisti(3)
- Félix Marcotte, velista francese (New York, n. 1865 - Avon, † 1953)
- Félix Michelet, velista francese (Parigi, n. 1863 - Compiègne, † 1922)
- Félix Sienra, velista uruguaiano (Montevideo, n. 1916 - Montevideo, † 2023)

## Velocisti(1)
- Félix Mendizábal, velocista spagnolo (Usurbil, n. 1891 - San Sebastián, † 1959)

## Vescovi cattolici(2)
- Félix Maurice Hedde, vescovo cattolico e missionario francese (Brest, n. 1879 - Lạng Sơn, † 1960)
- Félix Vialart de Herse, vescovo cattolico francese (Parigi, n. 1613 - Châlons-en-Champagne, † 1680)

## Violinisti(1)
- Félix Ayo, violinista spagnolo (Sestao, n. 1933 - Mentana, † 2023)

## Zoologi(2)
- Félix Dujardin, zoologo e botanico francese (Tours, n. 1801 - Rennes, † 1860)
- Félix Mesnil, zoologo, microbiologo e biologo francese (Omonville-la-Petite, n. 1868 - Parigi, † 1938)